# Sauveterre (Tarn e Garonna)
Sauveterre è un comune francese di 169 abitanti situato nel dipartimento del Tarn e Garonna nella regione dell'Occitania.

## Società

### Evoluzione demografica
Abitanti censiti